# Джон и Мэри
«Джон и Мэ́ри» (англ. John and Mary) — фильм режиссёра Питера Йетса. Мелодрама, поставленная по одноимённой новелле Мервина Джонса. Фильм снят в США и вышел на экраны в 1969 году.

## Сюжет
Джон и Мэри случайно знакомятся в баре, в обычном разговоре обнаружив взаимно интересующую их тему — фильм-притчу Жана-Люка Годара «Уикенд». По тому, как развивается диалог, становится понятно, что фильма они не видели и лишь создают иллюзию осведомлённости. Той же ночью отношения переходят в интимные. На следующий день каждый по-своему переживает произошедшее ночью. Каждый вспоминает свою предыдущую любовную историю. И только вечером встретившись и вернувшись в постель, понимают, что не знают даже имён друг друга.

## В ролях
- Дастин Хоффман — Джон
- Миа Фэрроу — Мэри
- Майкл Толан — Джеймс
- Олимпия Дукакис — мать Джона
- Кливон Литтл — кинорежиссёр

## Награды
Премия BAFTA за лучшую мужскую роль была вручена Дастину Хоффману одновременно за два фильма 1969 года — «Джон и Мэри» и «Полуночный ковбой». Миа Фэрроу была номинирована на премию BAFTA за лучшую женскую роль сразу за три фильма:
«Джон и Мэри», «Ребёнок Розмари» и «Тайная церемония», но награды не получила. Номинации этих актёров на Премию «Золотой глобус» за лучшую женскую роль — комедия или мюзикл и за лучшую мужскую роль — комедия или мюзикл так же оказались безрезультатны.

## Критика
Кинообозрения 1969—1970 годов оставили фильм без особого внимания. Статья авторитетного критика «Чикаго Сан-Таймс» Роджера Эберта сводится к пересказу сюжета и некоторой морализации на тему точного отражения в фильме нравов молодёжи тех лет.
Зрители последних[каких?] десяти лет отзываются о фильме на страницах обсуждения фильма сайта IMDb  практически единодушно восторженно.